# Good Times
Good Times es el quincuagésimo segundo álbum de estudio del músico y cantante estadounidense Elvis Presley, publicado por la compañía discográfica RCA Victor en marzo de 1974. El álbum fue recopilado con canciones grabadas en los Stax Studios de Memphis en diciembre de 1973 y otros dos temas, «I've Got a Thing About You Baby» y «Take Good Care of Her», descartes de las sesiones en Stax en julio del mismo año. Publicado el mismo día en que se grabó Elvis: As Recorded Live On Stage In Memphis, el título fue tomado de la canción «Talk About the Good Times». El álbum, cuya parte de las canciones son versiones de clásicos como «Spanish Eyes» y «She Wears My Ring», obtuvo uno de los peores resultados comerciales en la carrera musical de Presley, llegando al puesto 42 en la lista de discos más vendidos del Reino Unido y al 90 en la estadounidense Billboard 200. 
El álbum incluyó dos sencillos: «I've Got a Thing About You Baby», que llegó al puesto cuatro en la lista de canciones country de Billboard y al 39 en la Billboard Hot 100, y «My Boy», que llegó al primer puesto en la lista Hot Adult Contemporary Tracks.

## Lista de canciones
| Cara A |                              |                                 |          |  |
| N.º    | Título                       | Escritor(es)                    | Duración |  |
| 1.     | «Take Good Care of Her»      | Arthur Kent, Edward C. Warren   | 2:50     |  |
| 2.     | «Loving Arms»                | Tom Jans                        | 2:48     |  |
| 3.     | «I Got a Feelin' in My Body» | Dennis Linde                    | 3:33     |  |
| 4.     | «If That Isn't Love»         | Dottie Rambo                    | 3:29     |  |
| 5.     | «She Wears My Ring»          | Felice Bryant, Boudleaux Bryant | 3:12     |  |

| Cara B |                                     |                                                                   |          |  |
| N.º    | Título                              | Escritor(es)                                                      | Duración |  |
| 1.     | «I've Got a Thing About You Baby»   | Tony Joe White                                                    | 2:20     |  |
| 2.     | «My Boy»                            | Bill Martin, Phil Coulter, Jean-Pierre Bourtayre, Claude François | 3:19     |  |
| 3.     | «Spanish Eyes»                      | Bert Kaempfert, Eddie Snyder, Charles Singleton                   | 2:21     |  |
| 4.     | «Talk About the Good Times»         | Jerry Reed                                                        | 2:22     |  |
| 5.     | «Good Time Charlie's Got the Blues» | Danny O'Keefe                                                     | 3:09     |  |

## Posición en listas
| País           | Lista                | Posición |
| -------------- | -------------------- | -------- |
| Estados Unidos | Billboard Pop Albums | 90       |
| Reino Unido    | UK Albums Chart      | 42       |